# مينداوجاس بانكا
مينداوجاس بانكا (1 مايو 1984 بأليتس في ليتوانيا - ) هو لاعب كرة قدم ليتواني في مركز الوسط. شارك مع منتخب ليتوانيا لكرة القدم. أما مع النوادي، فقد لعب مع رتش شوروزو ولوكوموتيف موسكو ونادي هبوعيل إيروني كريات شمونة وويدزي لودز وهبوعيل بتاح تكفا ‏ وFK Dainava Alytus ‏ ومكابي بتاح تكفا ونادي فيلنيوس وFK Vėtra ‏.

## روابط خارجية
- مينداوجاس بانكا على موقع قاعدة بيانات كرة القدم.إي يو (الإنجليزية)
- مينداوجاس بانكا على موقع ناشيونال فوتبول تيمز (الإنجليزية)
- مينداوجاس بانكا على موقع Soccerway.com (الإنجليزية)
- مينداوجاس بانكا على موقع عالم كرة القدم.نت (الإنجليزية)